# Братта, Вито
Вито Братта — американский гитарист, соавтор и бывший участник глэм-метал группы White Lion. В 1983 году вместе с вокалистом Майком Трампом основал группу White Lion и играл в ней до 1991 года.

## Биография
Вито начал играть на гитаре с 13-ти лет, позже стал участником кавер-группы из Нью-Джерси под названием Dreamer. В 1982 году Вито стал главным претендентом в группу Оззи Осборна вместо гитариста Берни Торме, но из-за конфликта с менеджером Шэрон Осборн уступил место Брэду Гиллису. После ухода из группы Kiss гитариста Эйса Фрейли в том же 1982 году, Вито
предложили присоединиться в группу, но он отказался, из-за требования сменить фамилию.

Когда меня спросили, буду ли я играть на Les Paul, я сразу понял, что мне это не нравится. Я просто не мог себе этого представить, понимаете? Но, возможно, я был готов согласиться, потому что я начинал с Les Paul. А потом, спросив моё имя, они сказали: "У тебя слишком этническое имя, не мог бы ты его поменять?" А я ответил: "А не пойти ли вам на три буквы?" Я не собирался менять своё имя. А "Джин Симмонс" — это не этническое имя? Да ладно.

## White Lion
Вместе с прибывшим из Дании вокалистом Майком Трампом в 1983 году была основана группа White Lion, Вито играл в группе до самого распада в 1991 году. Игра Вито на гитаре считалась оригинальной и неповторимой, его техника во многом была схожа с Эдди Ван Халеном (о чем говорил сам Эдди). В период расцвета группы Братта играл на гитарах Steinberger и ESP, впервые попал на обложку журнала Guitar World.

Вито Братта был самым утончённым, лиричным и изобретательным гитаристом своего поколения. Он привнёс структуру, стиль и безошибочное чувство поп-музыки в неиссякаемый источник вдохновения Van Halen. - Guitar World

## Дискография
| Год  | Название         | Лейбл            |
| ---- | ---------------- | ---------------- |
| 1985 | Fight to Survive | Asylum Records   |
| 1987 | Pride            | Atlantic Records |
| 1989 | Big Game         | Atlantic Records |
| 1991 | Mane Attraction  | Atlantic Records |

## После распада White Lion
В сентябре 1991 года группа White Lion распалась, и вскоре Вито Братта запустил недолго просуществовавший проект с вокалистом Джоном Левеском под названием «Civil War». Однако спустя некоторое время проект был прекращён. Последней работой Братты в 1992 году стало финальное гитарное соло в композиции «E-11» с альбома CPR (Coven, Pitrelli, O'Reilly).
После 1992 года Вито Братта крайне редко появляется на публике. Он продолжает жить на Статен-Айленде, занимаясь работой, чтобы обеспечить свою семью.
В 2003 году Майк Трамп пытался воссоединиться с Вито, однако безуспешно. В более поздних интервью для Anarchy Music Трамп отмечал, что Братта всегда был замкнутым и держался на некотором расстоянии от остальных участников группы.
16 февраля 2007 года Братта дал своё первое интервью за более чем 12 лет. В беседе с Эдди Транком он рассказал, что его отец болел в течение пяти лет, что потребовало от него значительных эмоциональных и финансовых усилий. В 1997 году Вито получил травму запястья, после чего испытывает боль при движении рукой вверх и вниз по грифу электрогитары; тем не менее, он по-прежнему может играть на классической гитаре без особого дискомфорта. Также он отметил, что никогда не исключал возможность воссоединения White Lion, но до сих пор это было невозможно из-за семейных обстоятельств и травмы.
В апреле 2007 года Вито Братта впервые за более чем 15 лет выступил на публике — он исполнил музыкальный номер на пятничных и субботних концертах в клубе L'Amour в рамках шоу, посвящённого воссоединению в Нью-Йорке.
Кроме этого, Братта остаётся сдержанным в отношении публичности, однако согласился принять участие в книге Ричарда Бинстока и Тома Божура Nothin’ But a Good Time. Также он дал интервью журналисту Мэтту Уэйку для журнала Guitar World, опубликованное в 2022 году в выпуске, посвящённом 1980-м годам.
В 2023 году Братта вновь дал интервью — на этот раз журналисту Эндрю Дейли для печатной версии Guitar World, а также отдельно для Guitar World Online в рамках материала «Гитаристы, которые сформировали его звучание».
Это одни из немногих интервью, на которые Братта согласился публично — обычно он отказывается от общения с прессой.

## Наследие
Несмотря на то что Вито Братта не выпускал новой музыки с 1992 года, многие музыканты — как вокалисты, так и гитаристы — продолжают восхищаться его композиторским талантом и техническим мастерством. Закк Уайлд отмечал, что Братта — единственный гитарист, чей стиль игры с тэппингом ему действительно нравится. Он также высоко оценил оригинальность Вито Братты и заявил, что считает соло в песне «Wait» одним из лучших, что он когда-либо слышал.
Партнёр Братты по White Lion, Майк Трамп, также называл его выдающимся гитаристом и автором песен:

«Вито как гитарист, композитор и музыкант — был совершенно особенного уровня. Это видно по его великолепным соло, и так много людей обожают его стиль, похожий на Эдди Ван Халена с его hammer-on'ами и всеми этими штуками, как в соло Van Halen в “Ain’t Talkin’ ’bout Love”. Мне особенно нравятся соло Вито в “Wait”, “Little Fighter” и других песнях. Он был как Моцарт».

Трамп также рассказал, что ему не удалось собрать новый состав White Lion, поскольку многие известные гитаристы отказывались играть вместо Братты:

«Мы пытались создать новый White Lion с Уорреном ДеМартини, Полом Гилбертом и другими, но никто не хотел заменять Вито. Он был ни на кого не похож, у него был свой уникальный стиль, и вдобавок он был великолепным композитором. Останься он в индустрии — он бы затмил Стива Вая и прочих. Для него мелодия всегда была на первом месте — а это высшая похвала».

Журнал Guitar World включил Вито Братту в список 20 лучших гитаристов 1980-х годов, прокомментировав:

«Вито Братта был самым утончённым, мелодичным и изобретательным гитаристом своего поколения, добавившим структуру, стиль и безошибочное поп-чутьё к неисчерпаемому источнику вдохновения в духе Ван Халена».

17 февраля 2007 года продюсер Майкл Вагенер назвал Вито своим «любимым гитаристом» в эфире шоу Эдди Транка.